# Maude Hutchins
Pour les articles homonymes, voir Hutchins.
Maude Phelps McVeigh Hutchins (1899 - 28 mars 1991) est une romancière américaine née à New York. Elle est considérée comme l'une des premières à avoir pratiqué le nouveau roman en langue anglaise. Hutchins est connue comme étant la romancière de l'éveil sexuel avec son roman Victorine  qui a été republié en 2008 par New York Review Books Classics. Ses autres romans incluent des titres comme Blood on the Doves et The Unbelievers Downstairs. 
Elle fut mariée à (et divorcée de) Robert Hutchins qui fut successivement président et chancelier de l'Université de Chicago de 1929 à 1951. Ils s'épousèrent en 1921 et divorcèrent en 1948. Ils eurent ensemble trois enfants, trois filles, dont l'aînée est née en 1925.

## Courte biographie
Maude Phelps Mcveigh Hutchins (1899-1991) est née à New York City. Sa mère venait d'une vieille famille de la Nouvelle Angleterre, et son père fut éditeur au New York Sun, journal où travailla dans ses jeunes années Mortimer Adler, avec qui elle publia et qui fut un ami très proche de son futur mari, Robert Maynard Hutchins. Orphelines très jeunes, Maude et sa sœur furent élevée par leur tante, membre important de la société de Long Island. Maude termina ses études supérieures et après avoir été diplômée s'engagea avec Robert Maynard Hutchins, qui à l'âge de 30 ans, occupait le poste de doyen de la Yale Law School, qu'il quitta pour devenir président de l'Université de Chicago. Maude Hutchins étudia la peinture et la sculpture à Yale, participant à des expositions organisées par de grands musées et des galeries renommées. Elle a collaboré avec Mortimer Adler à l'édition d'une collection de dessins psychologiques et de poèmes intitulée Diagrammatics. En 1948, après la rupture de son mariage avec Robert Hutchins, elle s'en alla vivre dans le Connecticut avec ses trois filles et commença à écrire, publiant neuf romans, ainsi que des nouvelles, des pièces de théâtre et des poèmes durant les vingt années suivantes. Ses livres comprennent A Diary of Love, The Memoirs of Maisie et Honey on the Moon. 
Maude Hutchins fut aussi un pilote d'avion amateur accomplie, qui fit de nombreux voyages à travers les États-Unis aux commandes de son petit avion.